# Elaver simplex
Elaver simplex är en spindelart som först beskrevs av O. Pickard-Cambridge 1896.  Elaver simplex ingår i släktet Elaver och familjen säckspindlar.
Artens utbredningsområde är Guatemala. Inga underarter finns listade i Catalogue of Life.